# Per Kjeld Sørensen

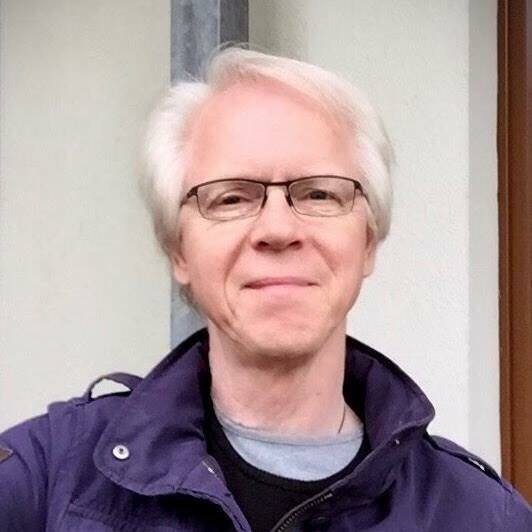

Per Kjeld Sørensen (* 18. Dezember 1950 in Frederiksberg) ist ein dänischer Tibetologe.

## Leben
Von 1971 bis 1982 studierte er Tibetologie, Sinologie und Indologie an der Universität Kopenhagen (1982 Magister Tibetologie). Von 1982 bis 1989 war er wissenschaftlicher Assistent am Zentralasiatischen und Ostasiatischen Institut (KU), Lehr- und Unterrichtserfahrungen aus Schweden, Finnland, Deutschland und den USA. Nach der Promotion 1990 zum Thema: Divinity Secularized. An Inquiry into the Form and Nature of the Songs Ascribed to the VIth Dalai Lama hatte er von 1991 bis 1992 ein Alexander-von-Humboldt-Stipendium an der Universität Bonn Thema: Tibetan Buddhist Historiography. Von 1994 bis 2017 war er Professor für Zentralasienwissenschaften. Institut für Indologie und Zentralasienwissenschaften, an der Universität Leipzig.

## Schriften (Auswahl)
- Tibetan Buddhist historiography, The mirror illuminating the royal genealogies. An annotated translation of the XIVth century Tibetan chronicle: rGyal-rabs gsal-ba'i me-long. Wiesbaden 1994, ISBN 3-447-03510-2.
- mit Guntram Hazod: Thundering falcon. An inquiry into the history and cult of Khra-'brug, Tibets first Buddhist temple. Wien 2005, ISBN 3-7001-3495-9.
- mit Guntram Hazod: Rulers on the celestial plain. Ecclesiastic and secular hegemony in medieval Tibet. A study of Tshal Gung-thang. Wien 2007, ISBN 978-3-7001-3828-0.
- mit Sonam Dolma: Rare texts from Tibet. Seven sources for the ecclesiastic history of medieval Tibet. Bhairahawa 2007, ISBN 978-99946-933-3-7.
- mit Yonten Dargye: Play of the omniscient. Life and works of Jamgon Ngawang Gyaltshen an eminent 17th–18th century drukpa master. Thimphu 2008, ISBN 99936-17-06-7.